# Анхоманес гигантский
Анхома́нес гига́нтский (лат. Anchomanes giganteus) — многолетнее травянистое клубнелуковичное растение, вид рода Анхоманес (Anchomanes) семейства Ароидные (Araceae).

## Ботаническое описание
Клубень очень большой.
Лист существует во время цветения, 3,5 футов в диаметре. Черешок высотой до 8 футов, с шипами. Три первичных листочка 2—3 раза рассечены на сегменты, самые нижние из сегментов с двумя-тремя парами листочков; самый нижний из сегментов третьего порядка овально-ланцетовидный, полуострый; средние листочки второго порядка примерно с двумя парами листочков; конечные листочки второго порядка с тремя парами листочков; листочки косопродолговатые, ланцетовидные, нисходящие у основания.
Цветоножка 5—5,5 футов длиной, с шипами. Покрывало 3 фута длиной, удлинённо-ланцетовидное, едва заострённое. Початок сидячий. Женская часть 3—4 дюйма длиной, мужская часть 6—8 дюймов длиной, 3⁄4—11⁄6 дюймов шириной. Завязь коротко-яйцевидная, столбик бугорчатый.

## Распространение
Встречается в тропической Африке: Бурунди, Габон, Заир.